# Ali Boussaboun
Ali Boussaboun (Tangeri, 11 giugno 1979) è un ex calciatore marocchino, attaccante.